# Diphenyltellurid
Diphenylditellurid ist eine chemische Verbindung aus der Gruppe der Organotellurverbindungen.

## Darstellung
Diphenyltellurid kann aus elementarem Tellur und Diphenylquecksilber dargestellt werden.
{\displaystyle {\ce {(C6H5)2Hg + Te2 -> (C6H5)2Te + HgTe}}}
Die Edukte werden in einem mit Kohlenstoffdioxid gefüllten Einschmelzrohr für mehrere Stunden auf 220 °C erhitzt. Nach dem Abkühlen erhält man einen von dickflüssigem Öl durchsetzten, grauschwarzen Kristallbrei. Das Öl kann dann mithilfe von Ether und Filtration aus dem Gemisch isoliert werden. Nach dem Entfernen des Ethers bleibt ein gelbes Öl zurück.
Es ist ebenfalls möglich, das Tellurid mittels einer Grignard-Reaktion zu gewinnen.
{\displaystyle {\ce {(C6H5)2TeCl + C6H5MgBr -> (C6H5)2Te + (C6H5)2 + MgClBr}}}

## Eigenschaften
Diphenyltellurid ist ein gelbstichiges Öl, das sich leicht in Ether und warmem Alkohol löst. In kaltem Alkohol ist es kaum löslich. Es besitzt ein starkes Lichtbrechungsvermögen und zersetzt sich bei Erhitzung auf 312–320 °C zu Benzol und einer „hellglänzenden Kristallmasse“.
Bei Zugabe von Salzsäure bildet sich unter Erwärmung das Dichlorid.
{\displaystyle {\ce {2(C6H5)2Te + 4HCl + O2 -> 2(C6H5)2TeCl2 + 2H2O}}}